# Fundación Ludwig Schunk

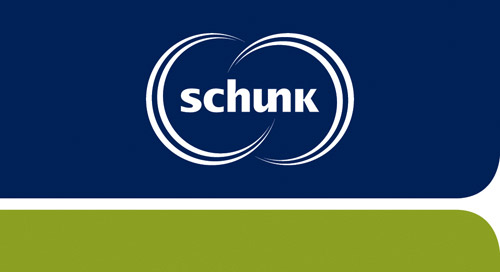
rigth

La Fundación Ludwig Schunk (Ludwig-Schunk-Stiftung) es una fundación privada gestionada como asociación registrada con sede en Heuchelheim, Mittelhessen. Su fundación se remonta el testamento del empresario y fundador de la empresa Ludwig Schunk (1884 – 1947). La fundación posee el cien por cien del capital social del Schunk Group.

## Tareas
La fundación tiene, por una parte, tareas fiduciarias con respecto al testamento de Schunk, y, por otra, es propietaria del capital y dirige el grupo de empresas con apoyo de la Schunk GmbH.
Las tareas fiduciarias están especificadas por el testamento. Mediante el preámbulo y la finalidad de los estatutos, la Ludwig-Schunk-Stiftung está también vinculada formalmente a las condiciones correspondientes del testamento.
Recaen también en este ámbito el fomento y el apoyo proporcionado a instituciones científicas y sociales. Para la promoción de las nuevas generaciones de científicos se otorga, en cooperación con la empresa Pfeiffer Vakuum de Aßlar, el premio Röntgen de ciencias naturales.
La función de propietario del capital y socio la asume la Ludwig-Schunk-Stiftung de acuerdo con las disposiciones legales y los estatutos. De acuerdo con la voluntad de Ludwig Schunk, la fundación ha de administrar el patrimonio que le ha sido transmitido y asegurar la continuidad de la empresa de Schunk, dando prioridad absoluta al aseguramiento del futuro deseado por el testador. La participación de los empleados pretendida solo es posible con un éxito persistente y asegurado a largo plazo de las sociedades operativas. Este era para Ludwig Schunk un deseo prioritario, tal como se desprende del testamento:
Los medios de la fundación necesarios para el cumplimiento de las tareas se obtendrán exclusivamente de los beneficios de las sociedades operativas. Por este motivo, las sociedades operativas han de hacer todo lo posible por obtener y asegurar beneficios adecuados. Esto incluye también una configuración competitiva de las estructuras de gastos y organización.
Al mismo tiempo, los empleados han de participar en los beneficios. Este era un objetivo básicofundamental para Ludwig Schunk. Sin embargo, según el sentido y la letra del testamento solo se pueden distribuir los beneficios a los empleados si se dispone de medios para el aseguramiento del futuro.
En el compromiso social de Ludwig Schunk ocupa siempre un primer plano el aseguramiento del futuro de la empresa.
La fundación ha de desempeñar sus tareas de forma independiente. Solo está comprometida a cumplir las disposiciones, las condiciones testamentarias y los estatutos. En su calidad de propietaria del capital y administradora fiduciaria controla el trabajo de las sociedades operativas. Para ello cuenta con el apoyo de la sociedad gestora Schunk GmbH, cuyo comité de supervisión tiene una composición paritaria.

## Órganos
Los órganos de la asociación son la junta general de accionistas y el consejo de administración. La sociedad se compone de doce miembros. Como mínimo la mitad de ellos está integrada por empleados de las empresas Schunk.
Mediante la constitución de la fundación, Ludwig Schunk estableció condiciones óptimas para asegurar la obra de su vida después de su muerte.